# 京都SUSHI劇場
京都SUSHI劇場（きょうとすしげきじょう）は、かつて京都府京都市左京区の平安神宮敷地内の京都・時代祭館 十二十二内にあった劇場である。

## 概要
京都ではかねてから、インバウンド観光客の伸びに対してエンターテインメントを楽しめる施設の少なさが指摘されてきた。そこで総合プロデューサーに秋元康を迎え入れ、2018年11月19日に平安神宮の境内に「京都SUSHI劇場」をオープンした。劇場名は、世界的な観光都市である「京都」と、日本の食文化として知られるSUSHIを組み合わせて名付けられた。
約1000人の応募者の中から、10代から30代まで38人の役者が選ばれ、専属チーム2班に分かれ交替で公演が行われた。演目は『寿司は別腹』で、歌舞伎や忍者、戦隊ヒーロー、オタク文化などを盛り込んだ、主に訪日外国人を観賞対象とした80分のショーが行われた。火曜・木曜・土曜が午後5時、水曜・金曜・日曜は正午からの開演で、月曜は休館であった。タイトルは「観光で満足しても、この公演ならまだ楽しめる」と言う意味が込められた。
2019年2月23日から2週間の休演期間ののち演目のリニューアルを行う方向で協議が行われていたが、2月20日付で「一旦千秋楽とする」旨の発表があった。
その後、正式な閉館のアナウンスがないまま、2019年8月に跡地にネルケプランニングのプロデュースで新劇場「KYOTO SAMURAI THEATER」が開館した。

## 公演プログラム

### 寿司は別腹 ALWAYS ROOM for SUSHI
1. オープニング 「京都より愛を込めて」 Love from Kyoto
2. 「We're サラリーマン」 We're "Salarymen"
3. 「That's NINJA」 That's NINJA
4. 「花魁シンデレラ」 Cinderella in Edo Fantasia
5. 「壁戦士 WALLMAN」 A Superhero, Wallman
6. 「寿司は別腹」 Always Room for Sushi (Save Room for Sushi)
7. フィナーレ 「京都で会いましょう」 See You in Kyoto